# Protula palliata
Protula palliata är en ringmaskart som först beskrevs av Willey 1905.  Protula palliata ingår i släktet Protula och familjen Serpulidae.
Artens utbredningsområde är havet kring Nya Zeeland. Inga underarter finns listade i Catalogue of Life.